# EuroGeoSurveys
Eurogeosurveys — європейська асоціація, неприбуткова громадська організація, до якої входять фахові представники всіх членів Європейського Союзу, а також Ісландії, Норвегії і Швейцарії.
Головна мета асоціації — забезпечити європейські установи кваліфікованою, збалансованою і практичною інформацією щодо природних ресурсів (мінерали, вода, земля, енергія тощо), екологічного моніторингу.
Веб: http://www.eurogeosurveys.org/ [Архівовано 9 січня 2016 у Portugese Web Archive]